# 1965 van de Kamp
1965 van de Kamp è un asteroide della fascia principale scoperto il 24 settembre 1960, presenta un'orbita caratterizzata da un semiasse maggiore pari a 2,5677251 UA e da un'eccentricità di 0,1078424, inclinata di 2,22234° rispetto all'eclittica.
L'asteroide è dedicato all'astronomo olandese Peter van de Kamp.